# Dammartin-les-Templiers
Dammartin-les-Templiers è un comune francese di 198 abitanti situato nel dipartimento del Doubs nella regione della Borgogna-Franca Contea.

## Società

### Evoluzione demografica
Abitanti censiti